# Ommata fanchonae
Ommata fanchonae là một loài bọ cánh cứng trong họ Cerambycidae.